# Mongolia na Zimowych Igrzyskach Olimpijskich 1964
Reprezentacja Mongolii na Zimowych Igrzyskach Olimpijskich 1964 w austriackim Innsbrucku liczyła trzynaścioro zawodników - 10 mężczyzn i 3 kobiety. Był to pierwszy w historii start reprezentacji Mongolii na zimowych igrzyskach olimpijskich.

## Wyniki

### Biathlon

#### Bieg mężczyzn na 20 km
| Zawodnik               | Czas      | Kary | Łącznie   | Miejsce | Źródło |
| ---------------------- | --------- | ---- | --------- | ------- | ------ |
| Cambyn Dandzan         | 1:36:45.6 | 15   | 2:06:45.6 | 49.     | [ 1 ]  |
| Tüdewijn Lchamsüren    | 1:37.10.1 | 8    | 1:53:10.1 | 44.     | [ 1 ]  |
| Bidzjaagijn Daszgaj    | 1:31:26.0 | 10   | 1:51:26.0 | 42.     | [ 1 ]  |
| Bajandżawyn Damdindżaw | 1:32:19.7 | 7    | 1:46:19.7 | 38.     | [ 1 ]  |

### Biegi narciarskie

#### Bieg kobiet na 5 km
| Zawodnik                   | Czas    | Miejsce | Źródło |
| -------------------------- | ------- | ------- | ------ |
| Dordżgotowyn Pürewloow     | 24:55.8 | 31.     | [ 2 ]  |
| Dżigdżeegijn Dżawdzandulam | 22:57.5 | 30.     | [ 2 ]  |

#### Bieg kobiet na 10 km
| Zawodnik                   | Czas    | Miejsce | Źródło |
| -------------------------- | ------- | ------- | ------ |
| Dordżgotowyn Pürewloow     | 55:03.6 | 35.     | [ 3 ]  |
| Dżigdżeegijn Dżawdzandulam | 54:47.6 | 34.     | [ 3 ]  |

#### Bieg mężczyzn na 15 km
| Zawodnik                      | Czas      | Miejsce | Źródło |
| ----------------------------- | --------- | ------- | ------ |
| Dambadardżaagijn Baadaj       | 1:05:23.6 | 68.     | [ 4 ]  |
| Sodnomcerengijn Nacagdordż    | 1:02:23.4 | 64.     | [ 4 ]  |
| Bandzragczijn Dzunduj         | 1:02:21.5 | 63.     | [ 4 ]  |
| Luwsan-Ajuuszijn Daszdemberel | 1:00:08.1 | 54.     | [ 4 ]  |

#### Bieg mężczyzn na 30 km
| Zawodnik                   | Czas      | Miejsce | Źródło |
| -------------------------- | --------- | ------- | ------ |
| Bajandżawyn Damdindżaw     | 1:51:25.2 | 60.     | [ 5 ]  |
| Bandzragczijn Dzunduj      | 1:49:27.3 | 59.     | [ 5 ]  |
| Bidzjaagijn Daszgaj        | 1:49:24.7 | 58.     | [ 5 ]  |
| Sodnomcerengijn Nacagdordż | 1:49:07.1 | 57.     | [ 5 ]  |

### Łyżwiarstwo szybkie

#### 1000 metrów kobiet
| Zawodnik              | Czas   | Miejsce | Źródło |
| --------------------- | ------ | ------- | ------ |
| Cedendżawyn Lchamdżaw | 1:43.5 | 24.     | [ 6 ]  |

#### 3000 metrów kobiet
| Zawodnik              | Czas   | Miejsce | Źródło |
| --------------------- | ------ | ------- | ------ |
| Cedendżawyn Lchamdżaw | 5:42.6 | 20.     | [ 7 ]  |

#### 500 metrów mężczyzn
| Zawodnik                | Czas | Miejsce | Źródło |
| ----------------------- | ---- | ------- | ------ |
| Luwsanlchagwyn Dasznjam | 44.1 | 38.     | [ 8 ]  |

#### 1500 metrów mężczyzn
| Zawodnik                | Czas   | Miejsce | Źródło |
| ----------------------- | ------ | ------- | ------ |
| Luwsanlchagwyn Dasznjam | 2:23.9 | 46.     | [ 9 ]  |

#### 5000 metrów mężczyzn
| Zawodnik            | Czas   | Miejsce | Źródło |
| ------------------- | ------ | ------- | ------ |
| Luwsanszarawyn Cend | 8:23.9 | 31.     | [ 10 ] |

#### 10000 metrów mężczyzn
| Zawodnik            | Czas    | Miejsce | Źródło |
| ------------------- | ------- | ------- | ------ |
| Luwsanszarawyn Cend | 17:12.4 | 25.     | [ 11 ] |